# Храбцов, Константин Леонидович
Константин Леонидович Храбцов (9 мая 1958, Серпухов, Московская область, РСФСР, СССР) — советский велогонщик, заслуженный мастер спорта СССР.
Чемпион мира-82 в командной гонке преследования. Бронзовый призёр чемпионата мира-87 в гите на 1 км. 11-кратный чемпион СССР по велоспорту на треке. С 1990 г. — профессиональный гонщик. Чемпион Европы-91 среди профессионалов в омниуме. Победитель шестидневной парной гонки (1991 г.).